# Regionalwahl in Umbrien 2005
Die Regionalwahl in Umbrien 2005 fand am 3. und 4. April statt; der Regionalrat und der Präsident der Region Umbrien wurden gleichzeitig gewählt.

## Wahlergebnis
| Kandidaten                                   | Kandidaten                   | Stimmen | %    | Listen              | Stimmen | %    | Mandate |
| -------------------------------------------- | ---------------------------- | ------- | ---- | ------------------- | ------- | ---- | ------- |
|                                              | Maria Rita Lorenzettigewählt | 316.770 | 63,0 | Uniti nell'Ulivo    | 207.417 | 45,2 | 12      |
| Partito della Rifondazione Comunista         | Maria Rita Lorenzettigewählt | 316.770 | 63,0 | 42.473              | 9,3     | 2    |         |
| Partito dei Comunisti Italiani               | Maria Rita Lorenzettigewählt | 316.770 | 63,0 | 24.086              | 5,2     | 1    |         |
| Federazione dei Verdi                        | Maria Rita Lorenzettigewählt | 316.770 | 63,0 | 10.664              | 2,3     | 1    |         |
| Popolari UDEUR                               | Maria Rita Lorenzettigewählt | 316.770 | 63,0 | 5.592               | 1,2     | –    |         |
| Mandate der Listengruppe                     | Maria Rita Lorenzettigewählt | 316.770 | 63,0 | –                   | –       | 3    |         |
| ↳ Gesamt                                     | Maria Rita Lorenzettigewählt | 316.770 | 63,0 | 290.232             | 63,2    | 19   |         |
|                                              | Pietro Laffranco             | 169.176 | 33,6 | Forza Italia        | 72.480  | 15,8 | 5       |
| Alleanza Nazionale                           | Pietro Laffranco             | 169.176 | 33,6 | 62.903              | 13,7    | 4    |         |
| Unione dei Democratici Cristiani e di Centro | Pietro Laffranco             | 169.176 | 33,6 | 22.645              | 4,9     | 1    |         |
| Nicht gewählte Direktkandidat                | Pietro Laffranco             | 169.176 | 33,6 | –                   | –       | 1    |         |
| ↳ Gesamt                                     | Pietro Laffranco             | 169.176 | 33,6 | 158.028             | 34,4    | 11   |         |
|                                              | Marcello Ramadori            | 9.530   | 1,9  | Nuovo PSI           | 6.735   | 1,5  | –       |
|                                              | Luca Romagnoli               | 7.348   | 1,5  | Alternativa Sociale | 3.998   | 0,9  | –       |
| Gesamt                                       | Gesamt                       | 502.824 | 100  |                     | 458.993 | 100  | 30      |